# Three Blind Mice (Plattenlabel)
Three Blind Mice (japanisch スリー・ブラインド・マイス Surī Buraindo Maisu) ist ein unabhängiges japanisches Plattenlabel, das sich auf Jazz aus Japan spezialisiert hat.

## Geschichte
Takeshi Fujii gründete das Tonträgerunternehmen im Sommer 1970, um die wachsende Bedeutung japanischer Jazzmusiker zu dokumentieren. Das Label wurde weltweit aufgrund der audiophilen Qualität seiner Aufnahmen, die häufig durch den Toningenieur Yoshihiko Kannari verantwortet waren, und die künstlerische Ausgestaltung der Tonträger bekannt. Bis zur Jahrtausendwende entstanden 130 Tonträger.

## Bedeutung
Stars wie Isao Suzuki, Tsuyoshi Yamamoto, George Kawaguchi, Takao Uematsu und Mari Nakamoto konnten zu einer Zeit, als es in Japan für einheimische Jazzmusiker nur einen eingeschränkten Zugang zum Aufnahmestudio gab, auf diesem Label ihre ersten Alben veröffentlichen. Zu den Künstlern, die das Label betreut, gehören auch Terumasa Hino, Shuko Mizuno, Kosuke Mine, Shigeko Toya, Toshiyuko Miyama, Kenji Mori, Hideo Ichikawa oder Masaru Imada. Es wurden aber auch Alben von Allan Praskin oder Duke Jordan veröffentlicht.